# Solluminositet
 Ikke at forveksle med Solens luminositet.
Solluminositet er en effektenhed indført af den Internationale Astronomiske Union  til brug for angivelse af stjerners lysstyrker. Den har følgende symbol og talværdi:
{\displaystyle \mathrm {L} {}_{\odot }^{\mathrm {N} }\equiv 3.828\cdot 10^{26}\;{\text{W}}}
Denne nominelle størrelse blev indført (sammen med andre) for at undgå, at talværdien for en stjernes luminositet (lysstyrke, effekt) udtrykt i enheder af Solens skulle ændres, hver gang der forelå en forbedret værdi af Solens fysiske luminositet, der betegnes {\displaystyle L_{\odot }}.
Hvis en ny målt værdi af Solens fysiske luminositet foreligger, så kan resultatet skrives
{\displaystyle L_{\odot }=3.8287\cdot 10^{26}\;{\text{W}}\;=1.000\,2\,\mathrm {L} {}_{\odot }^{\mathrm {N} }}
En målt værdi af en stjernes luminositet er behæftet med usikkerhed. Et måleresultatet for en stjerne med en luminositet på 120 gange Solens med en usikkerhed på 10 kan så skrives på følgende måde:
{\displaystyle L_{\text{*}}=(120\pm 10)\;\mathrm {L} {}_{\odot }^{\mathrm {N} }=(4.6\pm 0.4)\cdot 10^{28}\;{\text{W}}}
IAU indførte ved samme lejlighed nominelle værdier for solarkonstanten og for Solens effektive temperatur.
Bemærk, at det er standard, at symboler for målte størrelser kursiveres, medens symboler for enheder ikke kursiveres, jfr. for eksempel {\displaystyle m=79\;{\text{kg}}} eller  {\displaystyle g=9.82\;{\text{m/s}}^{2}}.